# Fredrik Kuoppa
Fredrik Kuoppa, né le 16 août 1971 à Sundsvall, est un biathlète suédois.
Durant sa carrière, il a obtenu trois podiums individuels, obtenus entre la saison 1992-1993 et 1998-1999, sa dernière saison au haut niveau. En 1998, il a participé aux Jeux olympiques de Nagano.

## Palmarès

### Jeux olympiques
- Nagano 1998 : 
  - 21e du sprint, 39e de l'individuelle et 10e du relais.

### Coupe du monde
- Meilleur classement général : 30e en 1993 et 1998.
- 3 podiums individuels.